# کلاوس یول
کلاوس یول (انگلیسی: Claus Juell; ۵ فوریهٔ ۱۹۰۲ – ۱۹ دسامبر ۱۹۷۹) قایقران قایق بادبانی اهل نروژ بود.